# Krvavý týden
Krvavý týden (francouzsky Semaine sanglante) je ve francouzských dějinách označení pro sérii bojů a masakrů, které se odehrály v závěru existence Pařížské komuny ve dnech 21. – 28. května 1871. Proti sobě stálo 130 000 vojáků versailleské vlády a zhruba 25 až 30 000 komunardů. Ztráty na straně Versailleských dosáhly 877 mrtvých, 6454 zraněných, 183 nezvěstných a asi 50–100 popravených rukojmích. Z komunardů se udává mrtvých 6000–30 000, kteří padli v boji či byli popraveni a 43 522 uvězněných osob.

## Chronologie

### 21. května
V neděli odpoledne se versailleská vojska umístěná u brány Point du Jour pod velením maršála Mac-Mahona probila do Paříže. Vojáci obsadili opevnění a území u železnice Petite Ceinture v 16. obvodu. Rada Komuny neposlala na obranu požadované posily a vojsko obsadilo čtvrtě Auteuil a Passy. V ten den se konalo poslední zasedání Rady komuny.

### 22. května
V dopoledních hodinách versailleští obsadili 15. a 16. obvod a brány Passy, Sèvres a Versailles. Na návrší Chaillot a Place de l'Étoile umístili dělostřelectvo. V Paříži byla vyhlášena všeobecná mobilizace a členové komuny a Národní gardy nastoupili k obraně jednotlivých čtvrtí, ovšem bez vzájemné koordinace. Vznikly barikády na Place Saint-Jacques, v ulicích Rue Auber, Rue de Châteaudun, Rue du Faubourg-Montmartre, Rue de Notre-Dame-de-Lorette, na Place de la Trinité, ve čtvrti Chapelle, na Place de la Bastille, v parku Buttes-Chaumont, na Boulevardu Saint-Michel, u Pantheonu a jinde.
Boje se odehrávaly ve čtvrti Batignolles a na Place Clichy. Němci získali povolení od Versailleských k překročení neutrální zóny severně od Paříže, což jim umožnilo zaútočit na Batignolles.
Pozdě odpoledne Versailleští obsadili Elysejský palác, nádraží Saint-Lazare a École Militaire, kde byly uloženy kanóny.

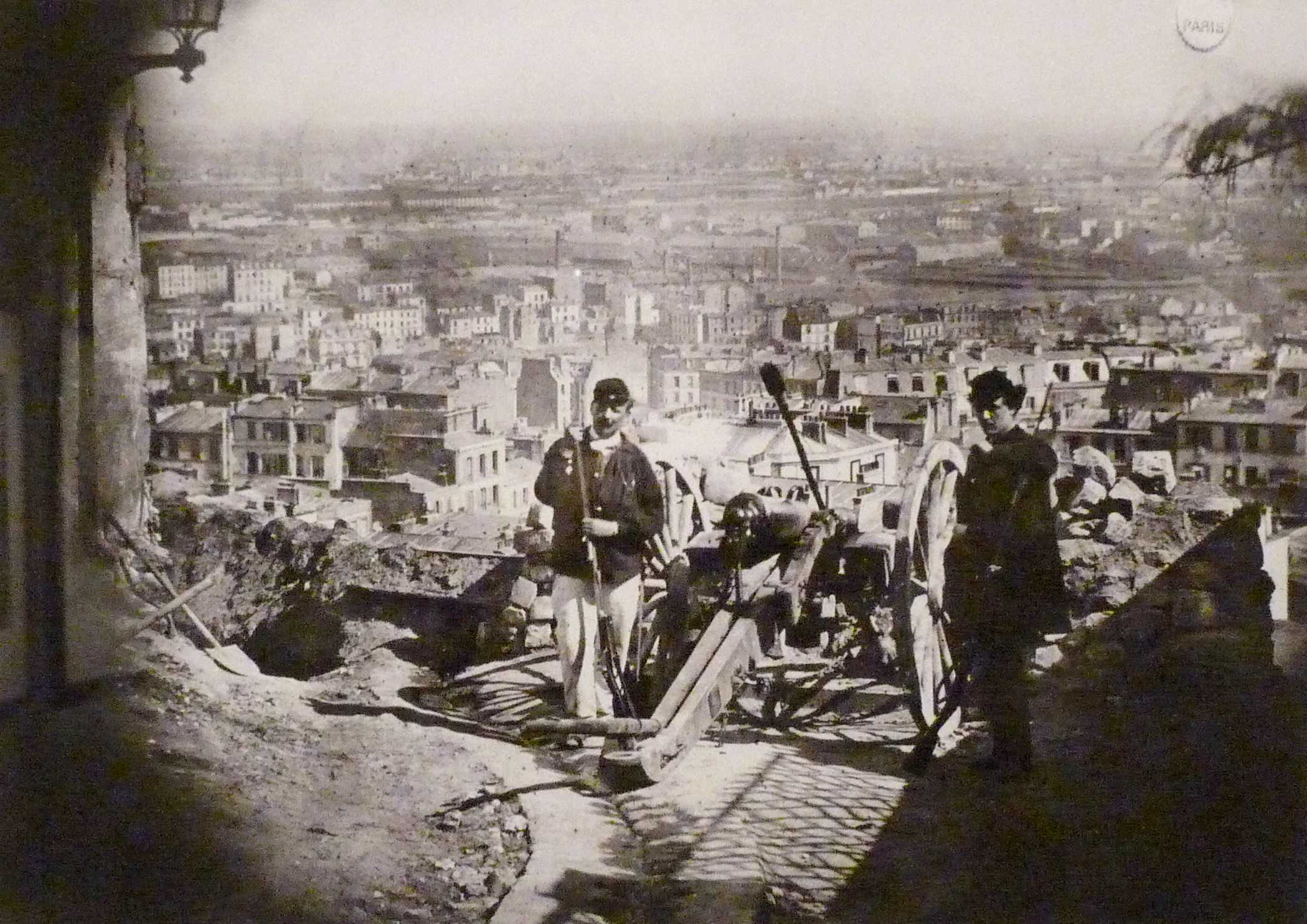
Obrana Montmartru

### 23. května
23. srpna skončily boje v Batignolles, kvůli dezorganizaci padl téměř bez boje Montmartre. Mezi zajatými komunardy bylo namátkově vybráno 42 mužů, tři ženy a čtyři děti, kteří byli popraveni v ulici Rue des Rosiers. Odpor pokračoval na Butte aux Cailles, u Pantheonu, v ulicích Rue de l'Université, Rue Saint-Dominique, Rue Vavin, Rue de Rennes a u Východního nádraží. Versailleští obsadili budovu Opery, Place de la Concorde a předměstí Faubourg Montmartre, posléze i Pařížskou observatoř a provedli hromadné popravy na Montmartru, parku Monceau a v La Madeleine. Vypukly rozsáhlé požáry, které zpustošily řadu pařížských památek (Tuilerijský palác, Účetní dvůr, sídlo Státní rady nebo Hôtel de Salm aj.)

### 24. května
Pokračovaly požáry z předchozího dne, které se rozšířily i na obytné domy v Rue de Lille, Rue Saint-Sulpice a Rue du Bac. Vedení komuny evakuovalo pařížskou radnici, kterou nechalo podpálit spolu s policejním ředitelstvím a Justičním palácem. Versailleští zabrali Banque de France, Palais Royal, palác Louvre, Rue d'Assas a kostel Notre-Dame-des-Champs. Začal útok na Latinskou čtvrť, ve večerních hodinách byla dobyta a asi 700 obránců bylo popraveno v Rue Saint-Jacques. Explodovala prachárna v Lucemburském paláci. V semináři Saint-Sulpice přeměněném na lazaret byl vojáky zastřelen vedoucí lékař Faneau a 80 zraněných komunardů. Ve věznici Roquette komunardi poté zastřelili pařížského arcibiskupa Georgese Darboye a pět dalších rukojmí. Smrt arcibiskupa, který mohl usnadnit výměnu Louise Augusta Blanquiho za vězně komunardů zmařila poslední naději na zastavení krveprolití. Komunardi ovládali již jen 9., 12., 19. a 20. obvod a několik izolovaných ostrovů ve 3., 5. a 13. obvodu.

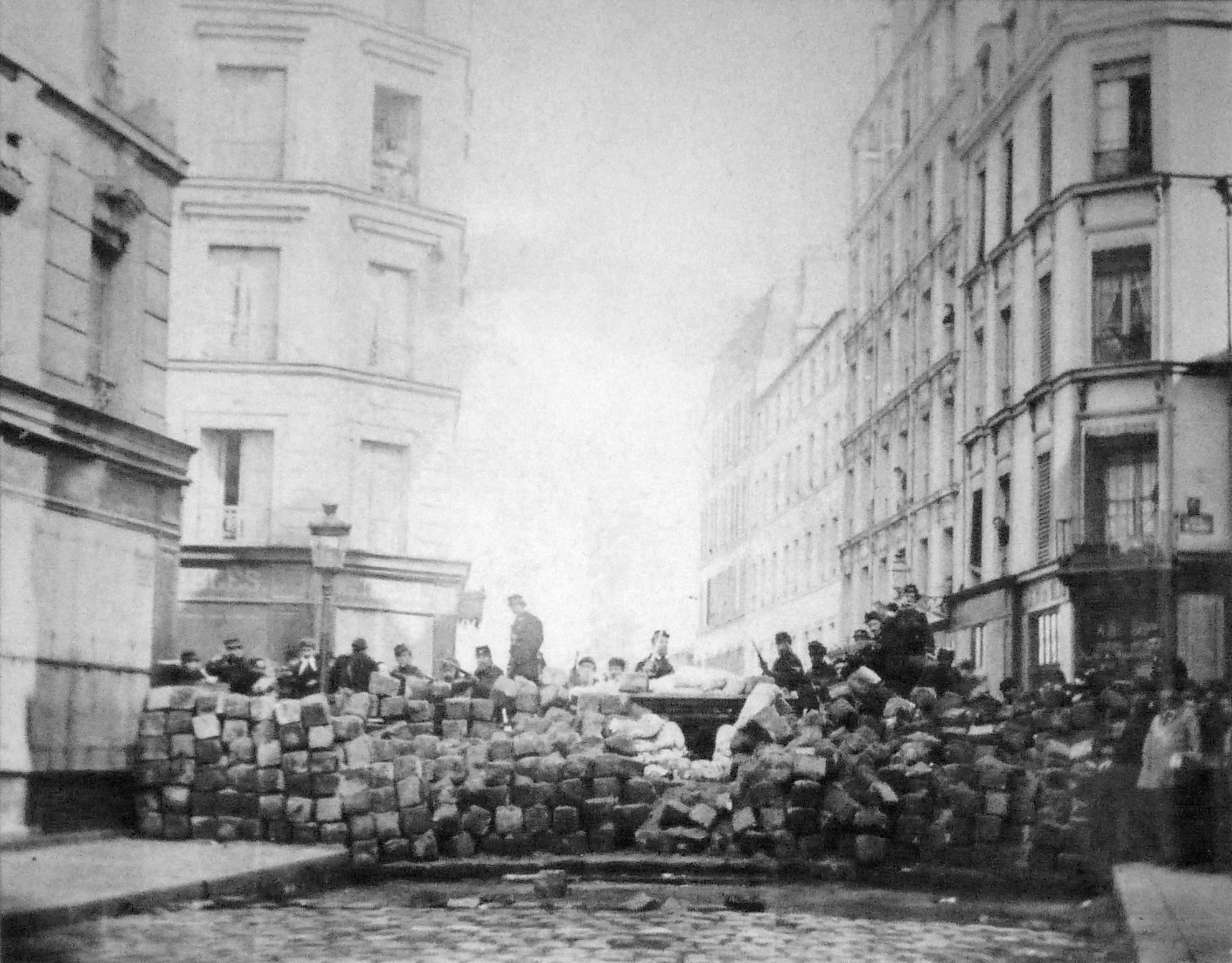
Barikády v ulici Rue Sedaine

### 25. května
Probíhaly velké boje na Butte aux Cailles a Place du Château-d'Eau. Dne 19. května bylo zatčeno pět dominikánů a devět jejich zaměstnanců a obviněno z práce pro Versailleské poté, co vznikl požár generálního štábu 101. praporu v blízkosti jejich školy. Dne 25. května byli popraveni ve vězení na Avenue d'Italie.

### 26. května
V ulici Rue Haxo komunardi popravili 50 zajatců z věznice Roquette. Později zde na jejich památku vznikl kostel Notre-Dame-des-Otages. Masakr komunardů v Pantheonu. Předměstí Faubourg Saint-Antoine bylo pod kontrolou Versailleských. Komunardi ovládali území mezi kanály Ourcq, La Villette, Saint-Martin, Boulevardem Richard-Lenoir, Rue du Faubourg-Saint-Antoine a Porte de Vincennes.

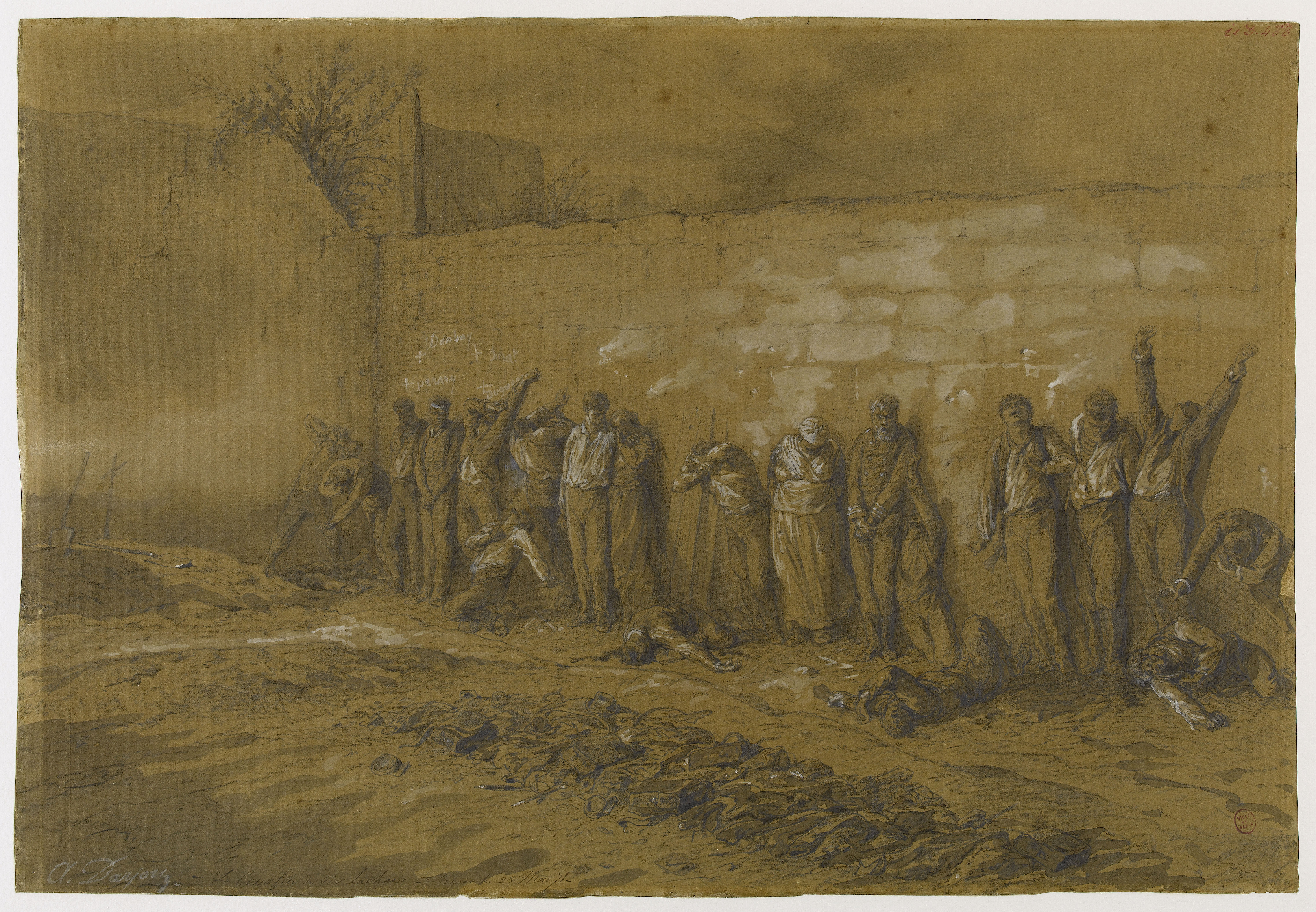
Alfred-Henri Darjou: Poprava komunardů

### 27. května
Na hřbitově Père-Lachaise probíhal boj, po jehož skončení bylo 147 komunardů zastřeleno u zdi hřbitova. Během noci Versailleští dělostřelci ostřelovali Belleville, aby zde vyvolali požár.

### 28. května
Pokračovaly boje v Belleville. V časném odpoledni Versailleští dobyli poslední barikádu komunardů v ulici Rue Ramponeau.

### 29. května
Pevnost Vincennes obklopená Němci se vzdala. Devět důstojníků posádky bylo zastřeleno v příkopech.

## Následky
Thiersova vláda vyhlásila ve městě stav obležení a Paříž byla rozdělena do čtyř vojenských sektorů. Vojáci zahájili prohledávání domů, parků a pařížských katakomb. Stoupenci versailleské vlády byli vybaveni páskami a pomáhali vojákům v pátrání po komunardech. Celkem bylo posláno téměř 400 000 udání, z nichž bylo jen pět procent podepsaných. Zvláštní tribunály oprávněné vynášet tresty smrti byly zřízeny na École Polytechnique, Severním nádraží, Východním nádraží, Grand Châtelet a Lucemburském paláci. Popravy se konaly na Square Montholon, parku Monceau, École Militaire, hřbitově Montparnasse a zejména v kasárnách Lobau. V roce 1897 byl objeven masový hrob 800 komunardů ve čtvrti Charonne při výstavbě tamní vodní nádrže. Odhady počtů zabitých a popravených komunardů se značně liší. Nejvyšší udávají až 30 000 osob. V roce 2011 britský historik Robert Tombs provedl nový výzkum na základě archivů pařížských hřbitovů a uvádí, že v boji a při popravách zahynulo asi 6000 až 7500 komunardů. Většina vězňů byla poslána do Versailles, kde byli internováni v táboře Satory. Mnozí zahynuli i během cesty. Oficiální počty oznámil generál Félix Antoine Appert Národnímu shromáždění v roce 1875, kdy uveřejnil 43 522 zatčených, z toho 819 žen a 538 dětí. Propuštěno bylo téměř 7700 osob, které byly zatčeny omylem. V táboře Satory zahynuly další osoby na nedostatek hygieny a zdravotní péče, také bylo popraveno 300 vězňů, kteří se pokusili uniknout v noci z 27. na 28. května. Vězni poté byli převezeni do přístavů v západní Francii v Brestu, Lorientu, Cherbourgu a Rochefortu, kde jich zhruba 20 000 bylo internováno několik měsíců. Versailleská armáda oficiálně spočetla na své straně 877 mrtvých, 6454 zraněných a 183 nezvěstných. K nim lze připočíst i odhadovaných 50 až 100 zastřelených rukojmích.
Válečné soudy zasedaly od června 1871 po dobu následujících čtyř let. Zákon stanovil 15 válečných rad k souzení válečných zajatců Komuny. V roce 1872 byl přijat zákon o deportaci komunardů do Nové Kaledonie. Poloostrov Ducos byl určen jako těžký žalář, na ostrově Pins bylo lehčí vězení a ostrov Nou sloužil pro nucené práce.
Dne 11. července 1880 Národní shromáždění odhlasovalo amnestii a deportovaní se mohli vrátit opět do Francie.